# Senahú
Senahú är en kommunhuvudort i Guatemala.   Den ligger i departementet Departamento de Alta Verapaz, i den centrala delen av landet, 110 km nordost om huvudstaden Guatemala City. Senahú ligger 1 323 meter över havet och antalet invånare är 5 633.
Terrängen runt Senahú är kuperad åt nordost, men åt sydväst är den bergig. Senahú ligger uppe på en höjd. Runt Senahú är det ganska tätbefolkat, med 108 invånare per kvadratkilometer. Närmaste större samhälle är La Tinta, 10,7 km sydväst om Senahú. I omgivningarna runt Senahú växer i huvudsak städsegrön lövskog.